# امغفيلي

تعديل مصدري - تعديل

امغفيلي هي إحدى قرى عزلة سباح بمديرية سباح التابعة لمحافظة أبين، بلغ تعداد سكانها 94 نسمة حسب تعداد اليمن لعام 2004.